# Rennrodel-Weltmeisterschaften 1960
Die Rennrodel-Weltmeisterschaften 1960 fanden am 13. und 14. Februar 1960 in Garmisch-Partenkirchen in Deutschland statt.

## Einsitzer der Frauen
| Platz | Land | Sportlerin      | Zeit    |
| ----- | ---- | --------------- | ------- |
| 1     | AUT  | Maria Isser     | 5:34.03 |
| 2     | AUT  | Hanna Possmoser | 5:36.89 |
| 3     | ITA  | Erika Leitner   | 5:37.22 |

Weitere Reihenfolge
| Platz | Sportlerin          | Land |
| ----- | ------------------- | ---- |
| 4     | Helene Thurner      | AUT  |
| 5     | Hildegard Riepl     | FRG  |
| 6     | Gerda Cegnar        | AUT  |
| 7     | Renate Reiter       | FRG  |
| 8     | Minna Blüml         | FRG  |
| 9     | Monika Wojcik       | FRG  |
| 10    | Sieglinde Profanter | AUT  |
| 11    | Christa Matthias    | FRG  |
| 12    | Erika Außendorfer   | ITA  |
| 13    | Waltraud Ambacher   | AUT  |
| 14    | Barbara Gorgoń      | POL  |
| 15    | Janina Susczewska   | POL  |
| 16    | Elsa Lips           | CHE  |
| 17    | Paula Hofer         | ITA  |
| 18    | Anna Zrobikowa      | POL  |
| 19    | Sonja Kägi          | CHE  |
| 20    | Wirth               | LIE  |
| 21    | Margit Gründeler    | CHE  |

## Einsitzer der Männer
| Platz | Land | Sportler        | Zeit    |
| ----- | ---- | --------------- | ------- |
| 1     | FRG  | Helmut Berndt   | 5:14.20 |
| 2     | AUT  | Reinhold Frosch | 5:14.73 |
| 3     | FRG  | Hans Plenk      | 5:16.13 |

Weitere Reihenfolge
| Platz | Sportler               | Land |
| ----- | ---------------------- | ---- |
| 4     | Josef Lenz             | FRG  |
| 5     | Fritz Nachmann         | FRG  |
| 6     | Jerzy Wojnar           | POL  |
| 7     | Josef Feistmantl       | AUT  |
| 8     | Josef Strillinger      | FRG  |
| 9     | Arnold Gartmann        | CHE  |
| 10    | Anton Venier           | AUT  |
| 11    | Helmut Thaler          | AUT  |
| 12    | Hans Graber            | ITA  |
| 13    | Horst Tiedge           | FRG  |
| 14    | Herbert Thaler         | AUT  |
| 15    | Wolfgang Winkler       | FRG  |
| 16    | Fritz Duschnigg        | AUT  |
| 17    | Max Leo                | FRG  |
| 18    | Ryszard Pędrak         | POL  |
| 19    | Siegfried Mair         | ITA  |
| 20    | Ewald Walch            | AUT  |
| 21    | David Moroder          | ITA  |
| 22    | Georg Moroder          | ITA  |
| 23    | Reinhold Senn          | AUT  |
| 24    | Arnold Prinoth         | ITA  |
| 25    | Virgil Oberbacher      | ITA  |
| 26    | Janusz Wojtynski       | POL  |
| 27    | Rolf Greger Strøm      | NOR  |
| 28    | Ulrich Jucker          | CHE  |
| 29    | Ivar Bjare             | SWE  |
| 30    | Gunnar Boehn           | NOR  |
| 31    | Romuald Zukowski       | POL  |
| 32    | Georges Tresallet      | FRA  |
| 33    | Max Thüler             | CHE  |
| 34    | Hans Wüest             | CHE  |
| 35    | Jean-Pierre Gottschall | CHE  |
| 36    | Rolf Gloor             | CHE  |
| 37    | Beat Häsler            | CHE  |
| 38    | Jan Kortenoever        | NLD  |
| 39    | Einer Hellum           | NOR  |
| 40    | Halvor Smedal-Stang    | NOR  |
| 41    | Louis Berlioz          | FRA  |
| 42    | Norbert Oberbacher     | ITA  |
| 43    | Egon Bühler            | LIE  |
| 44    | Michel Carminati       | FRA  |
| 45    | Hans-Ruedi Roth        | CHE  |
| 46    | Christian Comjard      | FRA  |
| 47    | Jacques Depetro        | FRA  |
| 48    | Serge Crétin           | FRA  |
| 49    | Serge Bocquet          | FRA  |
| 50    | Georg Brissmann        | SWE  |
| 51    | John Sellsmark         | SWE  |
| 52    | Sven Ohlsson           | SWE  |
| 53    | Kurt Ohlsson           | SWE  |
| 54    | Alois Beck             | LIE  |
| 55    | Eugen Beck             | LIE  |
| 56    | Oswald Beck            | LIE  |

## Doppelsitzer
| Platz | Land | Sportler                      | Zeit    |
| ----- | ---- | ----------------------------- | ------- |
| 1     | AUT  | Reinhold Frosch, Ewald Walch  | 2:34.31 |
| 2     | AUT  | Herbert Thaler, Helmut Thaler | 2:35.93 |
| 3     | FRG  | Horst Tiedge, Hans Plenk      | 2:37.26 |

Weitere Reihenfolge
| Platz | Sportler                           | Land |
| ----- | ---------------------------------- | ---- |
| 4     | Fritz Nachmann, Josef Strillinger  | FRG  |
| 5     | Jerzy Wojnar, Włodzimierz Źróbik   | POL  |
| 6     | Fritz Duschnigg, Anton Venier      | AUT  |
| 7     | Josef Feistmantl, Reinhold Senn    | AUT  |
| 8     | Janusz Wojtyński, Romuald Żukowsk  | POL  |
| 9     | Rudolf Fuchs, Hütter               | FRG  |
| 10    | Georg Moroder, Arnold Prinoth      | ITA  |
| 11    | Ryszard Pędrak, Barbara Gorgoń     | POL  |
| 12    | Hans Graber, Paolo Ambrosi         | ITA  |
| 13    | Siegfried Mair, Johann Durnwalder  | ITA  |
| 14    | David Moroder, Oswald Mussner      | ITA  |
| 15    | Ulrich Jucker, Hans-Ruedi Roth     | CHE  |
| 16    | Max Thüler, Jean-Pierre Gottschall | CHE  |
| 17    | Gunnar Boehn, Rolf Greger Strøm    | NOR  |
| 18    | Arnold Gartmann, Beat Häsler       | CHE  |
| 19    | Hans Wüest, Sonja Kägi             | CHE  |
| 20    | Halvor Smedal-Stang, Nettli        | NOR  |

## Medaillenspiegel
| Platz | Land           | Gold | Silber | Bronze | Gesamt |
| ----- | -------------- | ---- | ------ | ------ | ------ |
| 1     | Österreich     | 2    | 3      | 0      | 5      |
| 2     | BR Deutschland | 1    | 0      | 2      | 3      |
| 3     | Italien        | 0    | 0      | 1      | 1      |